# Alpinia hibinoi
Alpinia hibinoi är en enhjärtbladig växtart som beskrevs av Genkei Masamune. Alpinia hibinoi ingår i släktet Alpinia och familjen Zingiberaceae.
Artens utbredningsområde är Hainan (Kina). Inga underarter finns listade i Catalogue of Life.